# T. V. Ramakrishnan

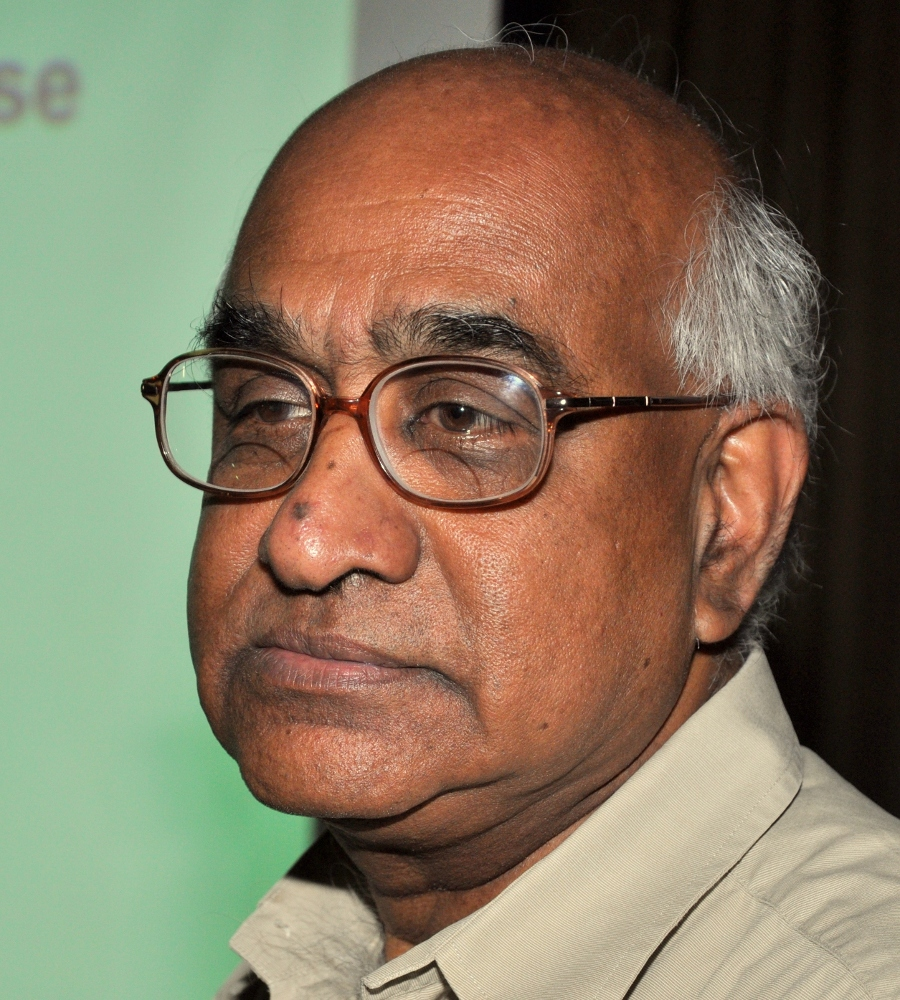
T. V. Ramakrishnan

T. V. Ramakrishnan (Tiruppattur Venkatachalamurti Ramakrishnan; * 14. August 1941 in Madras) ist ein indischer theoretischer Festkörperphysiker.
Ramakrishnan studierte Physik an der Banaras Hindu University mit dem Bachelor-Abschluss 1959 und dem Master-Abschluss 1961 und wurde 1966 an der Columbia University bei Joaquin Mazdak Luttinger promoviert. Er lehrte am Indian Institute of Technology in Kanpur (ab 1977 als Professor), 1984 bis 1986 an der Banaras Hindu University und 1986 bis 2006 (Emeritierung) am Indian Institute of Science in Bangalore. Danach war er wieder Professor (Homi Bhabha Professor der indischen Atomenergiekommission) an der Banaras Hindu University. Außerdem ist er Kanzler der Tripura University.
Er ist bekannt für Beiträge zur Anderson-Lokalisierung (mit Philip Warren Anderson, Elihu Abrahams, D. C. Licciardello 1979) und ungeordneten elektronischen Systemen in Festkörpern sowie zum Übergang Flüssigkeit-Festkörper. Außerdem befasste er sich mit Systemen seltener Erden mit gemischten Valenzen (Entwicklung nach inverser orbitaler Entartung).
Ramakrishnan ist Fellow der Royal Society (2000) und ist Fellow der American Physical Society. Er ist Mitglied der Third World Academy of Sciences, der Indian National Science Academy und der Indian Academy of Sciences in Bangalore. 2005 wurde er auswärtiges Mitglied der Académie des Sciences in Paris. 2004 wurde er Ehrendoktor der Banaras Hindu University.
1982 erhielt er den Shanti-Swarup-Bhatnagar-Preis, 1990 den TWAS Preis und 2001 den Padma Shri.

## Schriften (Auswahl)
- mit Philip W. Anderson, Elihu Abrahams, D. C. Licciardello: Scaling Theory of Localization: Absence of Quantum Diffusion in Two Dimensions, Phys. Rev. Lett., Band 42, 1979, S. 673, Abstract
- mit Patrick A. Lee: Disordered Electronic Systems., Reviews of Modern Physics, Band 57, 1985, S. 287